# Großgöttfritz
Großgöttfritz osztrák mezőváros Alsó-Ausztria Zwettli járásában. 2019 januárjában 1378 lakosa volt. 

## Elhelyezkedése

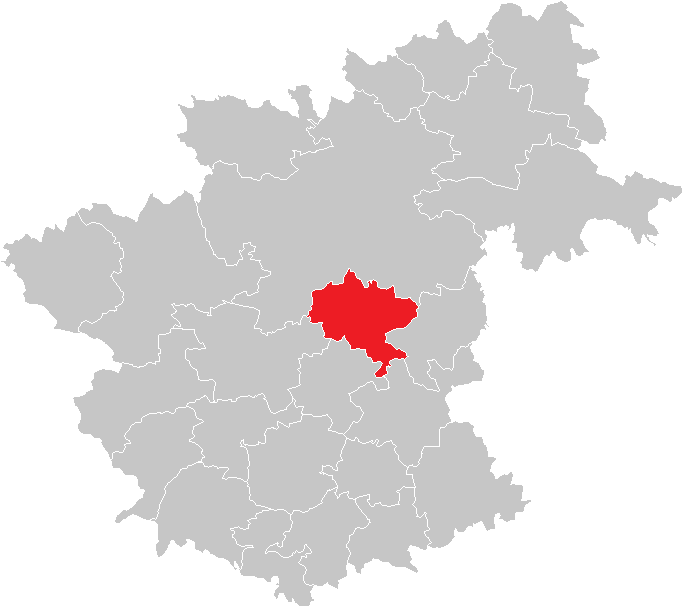
Großgöttfritz a Zwettli járásban

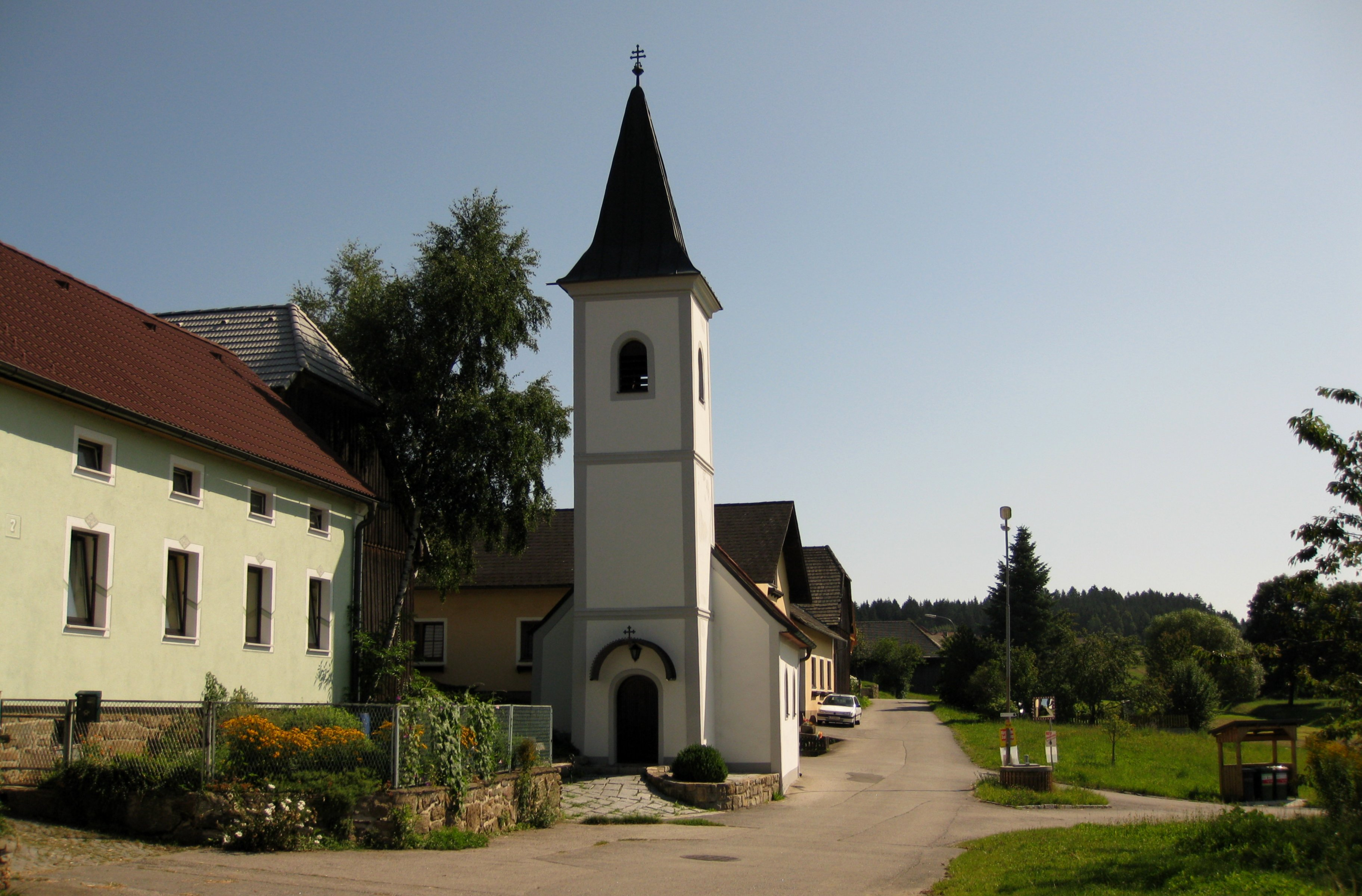
Frankenreith kápolnája

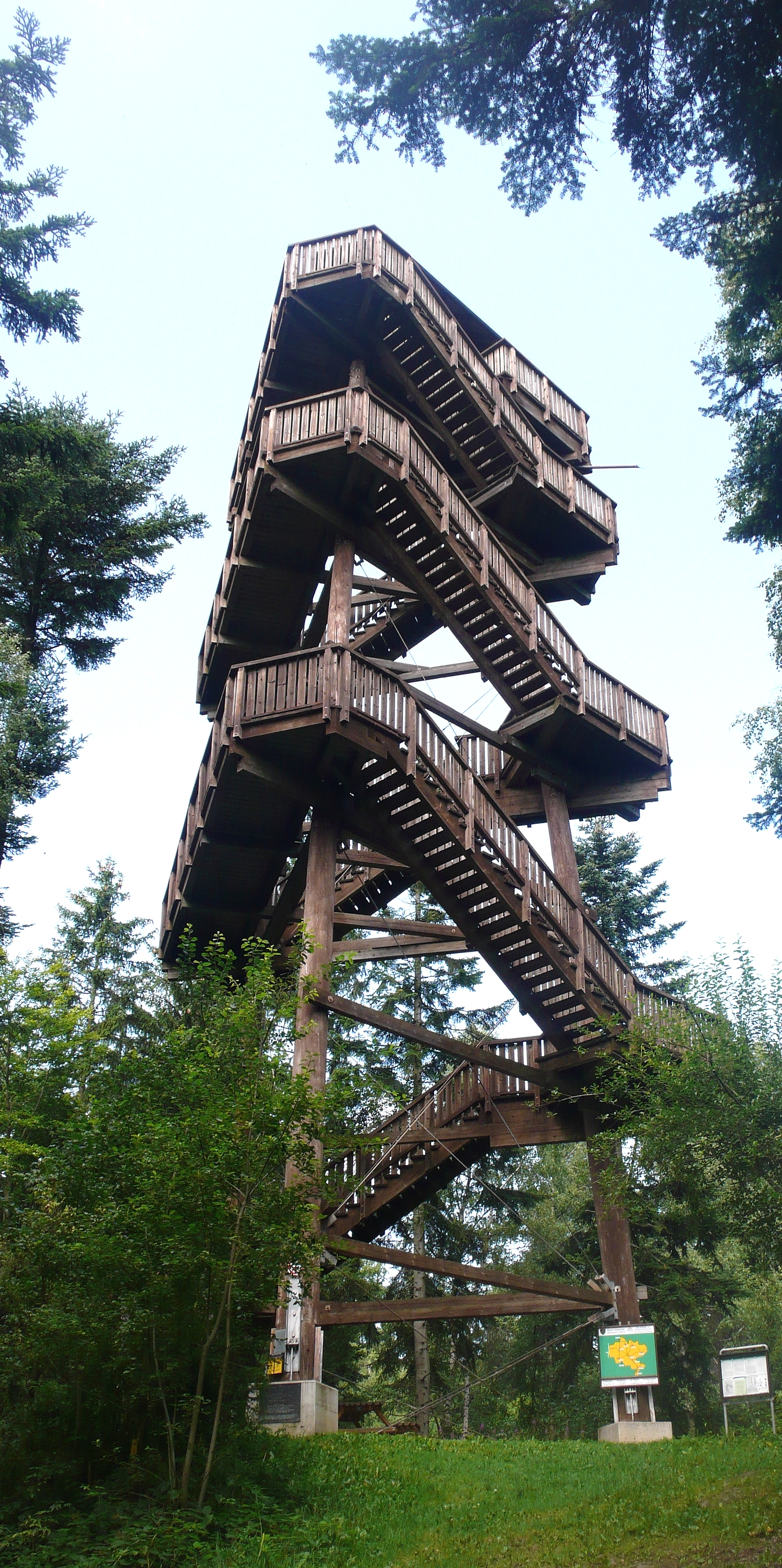
Az aubergi kilátó

Großgöttfritz Alsó-Ausztria Waldviertel régiójában fekszik a Göttfritzbach folyó mentén. Területének 41,5%-a erdő. Az önkormányzat 8 településrészt és falut egyesít: Engelbrechts (71 lakos 2019-ben), Frankenreith (140), Großgöttfritz (276), Großweißenbach (376), Kleinweißenbach (162), Reichers (78), Rohrenreith (154) és Sprögnitz (121). A kataszteri közösségek Engelbrechts, Frankenreith, Großgöttfritz, Großweißenbach, Kleinweißenbach, Reichers, Rohrenreith és Sprögnitz.
A környező önkormányzatok: északra Zwettl, keletre Waldhausen, délre Sallingberg, délnyugatra Grafenschlag, nyugatra Rappottenstein.

## Lakosság
A großgöttfritzi önkormányzat területén 2019 januárjában 1378 fő élt. A lakosságszám 1923 óta 1300-1500 között mozog. 2017-ben a helybeliek 98%-a volt osztrák állampolgár; a külföldiek közül 0,3% a régi (2004 előtti), 1,1% az új EU-tagállamokból érkezett. 2001-ben a lakosok 97,3%-a római katolikusnak, 1% pedig felekezeten kívülinek vallotta magát. 
A lakosság számának változása:

| 2016 | 1 359 |
| 2018 | 1 371 |

## Látnivalók
- a Szt. Leonhard-plébániatemplom és 15. századi csontkamrája
- Engelbrechts kápolnája
- Frankenreith kápolnája
- Rohrenreithc kápolnája
- Großweißenbach kápolnája
- a 811 m magas Auberg tetején emelt kilátó

## Fordítás
- Ez a szócikk részben vagy egészben  a   Großgöttfritz című német Wikipédia-szócikk ezen változatának fordításán alapul.  Az eredeti cikk szerkesztőit annak laptörténete sorolja fel. Ez a jelzés csupán a megfogalmazás eredetét és a szerzői jogokat jelzi, nem szolgál a cikkben szereplő információk forrásmegjelöléseként.